# Steinfurt
Steinfurt é uma cidade da Alemanha, localizado no distrito de Steinfurt, Renânia do Norte-Vestfália.
A cidade teve origem da fusão, em 1º de janeiro de 1975, das cidades de Borghorst e Burgsteinfurt.